# توجيهات أدولف هتلر
أصدر أدولف هتلر عدة مئات من التوجيهات والأوامر والمراسيم بينما كان فوهرر ألمانيا النازية، والعديد منها يتعلق بالسياسة العسكرية، ومعاملة المدنيين في البلدان المحتلة. وكثير منهم دليل مباشر على ارتكاب جرائم حرب مثل أمر الكوماندوز الشهير. تقدم أوامر أخرى أدلة على ارتكاب جرائم ضد الإنسانية، مثل أمر هتلر الذي يرتكب القتل الرحيم القسري للأشخاص ذوي الإعاقة في عام 1939 بموجب عملية T4، وأمر عملية الليل والضباب لتصفية المقاومة المدنية في البلدان المحتلة.

## التوجيه الصادر في 21 أكتوبر 1938
في 21 أكتوبر 1938، أصدر هتلر توجيهًا جديدًا إلى الفيرماخت للتحضير لـ «الأحداث التالية»:
- تأمين حدود الرايخ والحماية من الهجمات الجوية المفاجئة
- تصفية ما تبقى من الدولة التشيكية. يجب أن يكون من الممكن تحطيم ما تبقى من الدولة التشيكية في أي وقت إذا اتبعت سياسة معادية لألمانيا. [1]
- احتلال ميمللاند.

## عملية تي4

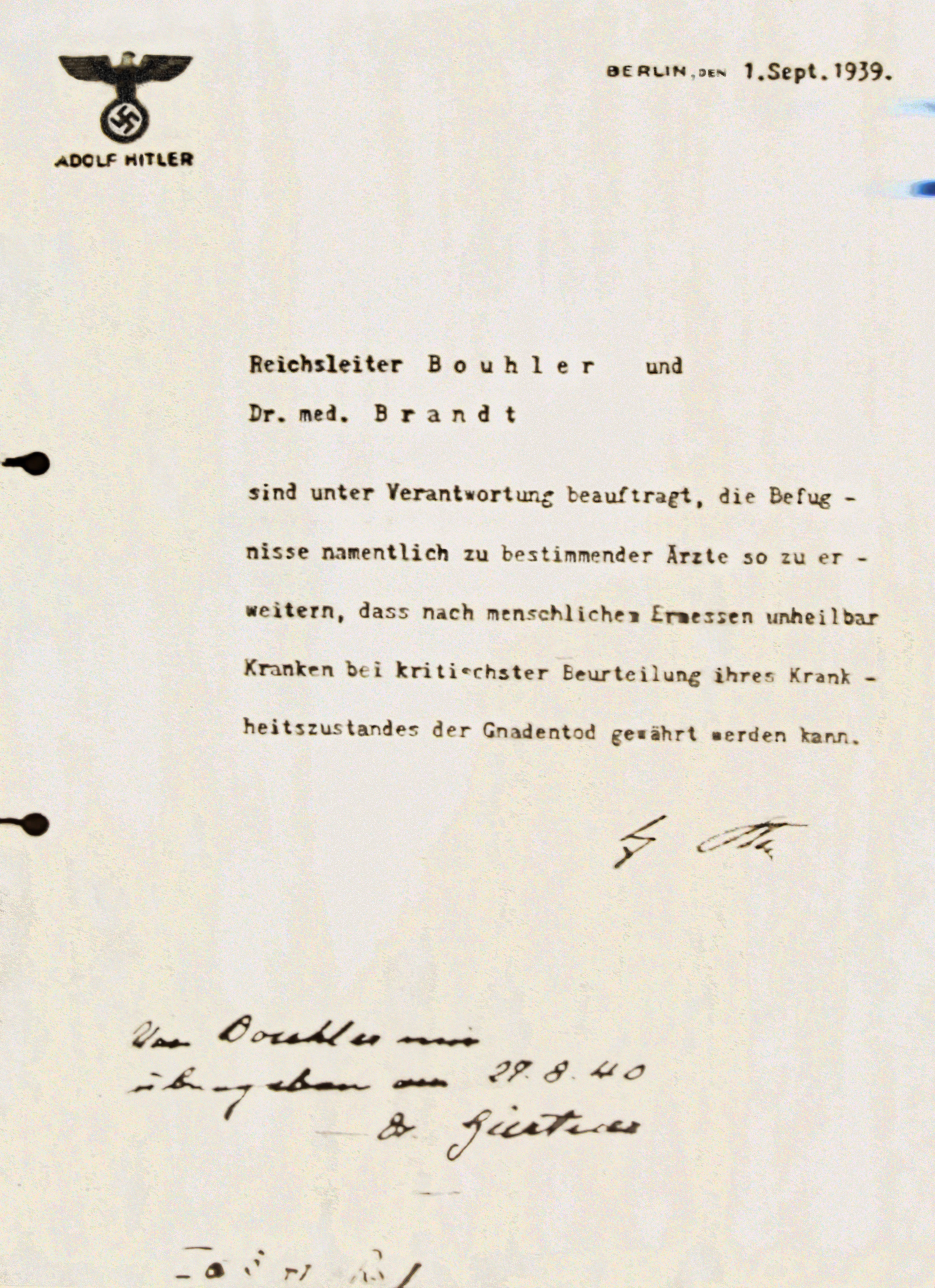
توجيه هتلر لعملية تي4

في عام 1939 أصدر هتلر أمرًا بقتل الأطفال المعاقين والأشخاص في عملية T4. لقد وضعت الأساس للهولوكوست لأن القتل بالغاز كان وسيلة مفضلة لقتل الكثير من الضحايا. وقد تم فيما بعد تعيين موظفي قوات الأمن الخاصة الذين أداروا غرف الغاز في أوشفيتز والعديد من معسكرات الاعتقال ومعسكرات الموت . 

## توجيه سقوط فايس
في 3 أبريل 1939، كان التوجيه الخاص بـ Fall Weiss (Case White) جاهزًا. تم إصداره في 11 أبريل.

## أمر المفوضين، يونيو 1941
أمر المفوضين سيئ السمعة ( Kommissarbefehl )، بتاريخ 6 يونيو 1941، يتبع مباشرة مرسوم بربروسا. كانت تسمى تعليمات حول معاملة المفوضين السياسيين وبدأت: 

## اقتباسات
1. ↑  "The Nuremberg Trials: Judgement – The Seizure of Czechoslovakia". Jewish Virtual Library. American-Israeli Cooperative Enterprise. مؤرشف من الأصل في 2018-06-08. اطلع عليه بتاريخ 2017-04-27.
2. ↑  "Euthanasia Promgram". Holocaust Encyclopedia. United States Holocaust Memorial Museum. مؤرشف من الأصل في 2018-08-07. اطلع عليه بتاريخ 2017-04-28.
3. ↑  Soviet Prisoners of War: Forgotten Nazi Victims of World War II نسخة محفوظة March 30, 2008, على موقع واي باك مشين.